# نادي بنغالورو
نادي بنغالورو لكرة القدم هو نادي كرة قدم محترف في الهند تأسس في 20 يوليو 2013 يقع مقره في بنغالور. يلعب في الدوري الهندي الممتاز. يدربه ألبرت روكا. تعود ملكية النادي لمجموعة جي إس دبليو. يخوض الفريق مبارياته البيتية على ملعب سري كانتيرافا الذي يتسع لاحتضان 24،000 متفرج. في 2016، خسر نهائي كأس الاتحاد الآسيوي أمام نادي القوة الجوية العراقي 1–0.